# Köpings kommun
Köpings kommun är en kommun i Västmanlands län. Centralort är staden Köping.

## Administrativ historik
Kommunens område motsvarar socknarna: Bro, Himmeta, Köping, Malma, Munktorp, Odensvi och Västra Skedvi. I dessa socknar bildades vid kommunreformen 1862 landskommuner med motsvarande namn. Inom området fanns även Köpings stad som 1863 bildade en stadskommun. 1919 införlivades Köpings landskommun i staden.
1939 bildades Kolsva landskommun (till 1950 benämnd Bro och Malma landskommun) av Bro och Malma landskommuner.
Vid kommunreformen 1952 bildades storkommunerna Medåker (av de tidigare landskommunerna Arboga, Himmeta, Medåker och Västra Skedvi) och Munktorp (av Munktorp och Odensvi) medan Kolsva landskommun och Köpings stad förblev oförändrade.
Köpings kommun bildades vid kommunreformen 1971 av Köpings stad, Kolsva landskommun och Munktorps landskommun samt delar ur Medåkers landskommun (Himmeta och Västra Skedvi församlingar).
Kommunen ingick från bildandet till 2001 i Köpings domsaga för att från 2001 ingå i Västmanlands domsaga.
Kommunen ingår sedan 2010 i Förvaltningsområdet för finska. 

## Geografi

### Topografi och hydrografi
I kommunens norra delar finns en sprucken berggrund täckt av morän. Här är barrskog det dominerande landskapet, med en del myrmark, särskilt i nordvästliga delar där sänkorna finns. Söder om detta område öppnar landskapet upp sig mot Mälaren och består till stor del av uppodlade lerslätter. Här och var finns även mindre områden med ädellövskog.
Hedströmmen rinner genom kommunen och dess dalgång är känd för sin rika flora. Flera rullstensåsar finns i området, där den största är Köpingsåsen som grenar sig strax nordväst om tätorten Köping.
Nedan presenteras andelen av den totala ytan 2020 i kommunen jämfört med riket.
|  | Bebyggelse (5,3 %) |

|  | Skog (61,1 %) |

|  | Öppen myrmark (3,6 %) |

|  | Jordbruksmark (27,5 %) |

|  | Övrig mark (2,5 %) |

|  | Bebyggelse (3,1 %) |

|  | Skog (68,0 %) |

|  | Öppen myrmark (7,2 %) |

|  | Jordbruksmark (7,4 %) |

|  | Övrig mark (14,3 %) |

### Administrativ indelning
Fram till 2016 var kommunen för befolkningsrapportering indelad i Köpingsbygdens församling och Malma församling.

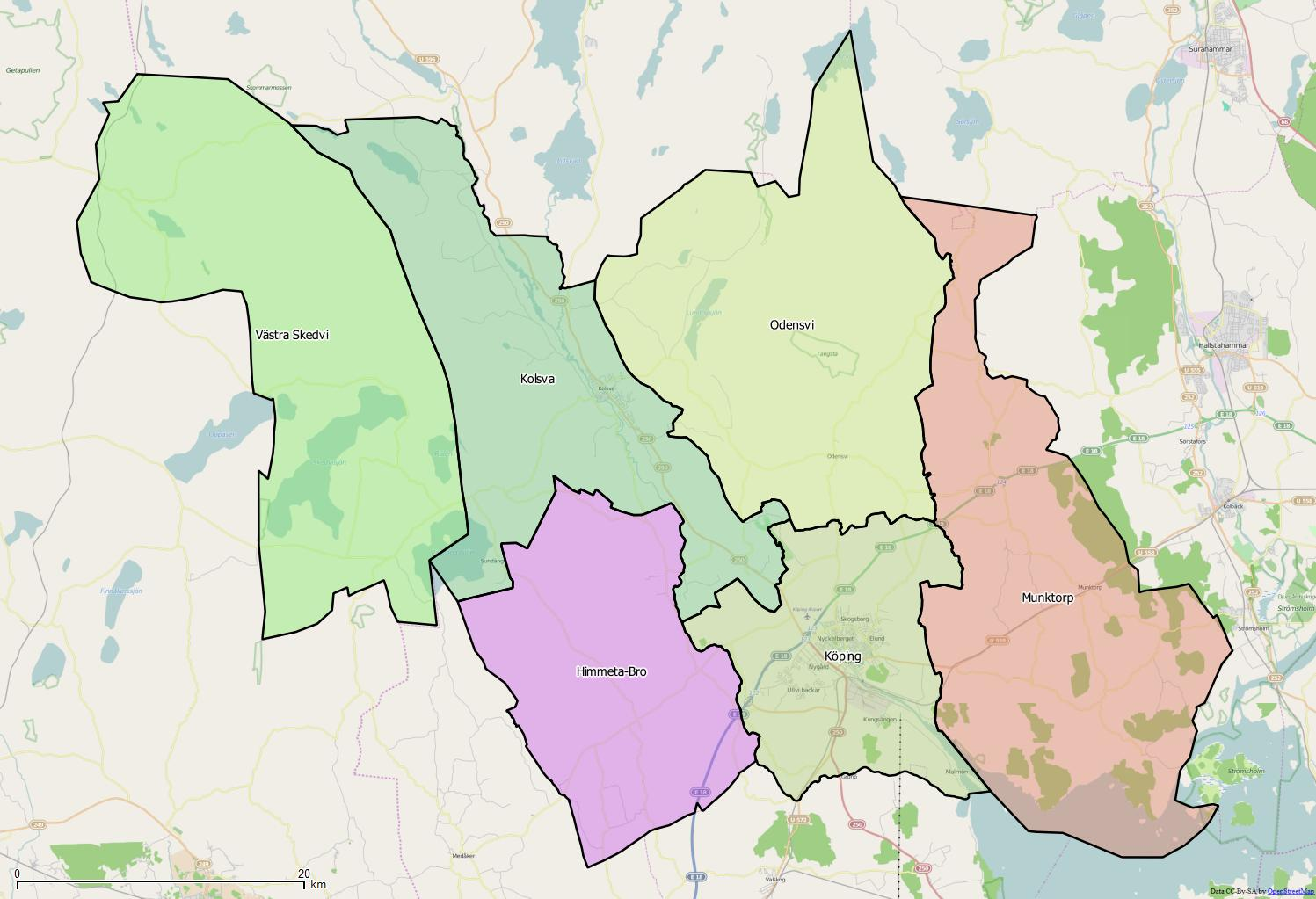
Distrikt inom Köpings kommun

Från 2016 indelas kommunen i sex distrikt:Himmeta-Bro, Kolsva, Köping, Munktorp, Odensvi och Västra Skedvi.

### Tätorter
Vid tätortsavgränsningen av Statistiska centralbyrån den 31 december 2010 fanns det tre tätorter i Köpings kommun.
| Nr | Tätort   | Folkmängd |
| -- | -------- | --------- |
| 1  | Köping   | 18 355    |
| 2  | Kolsva   | 2 440     |
| 3  | Munktorp | 453       |

Centralorten är i fet stil.

## Styre och politik

### Styre
Mandatperioden 2010–2014 styrdes kommunen av de rödgröna som tillsammans samlade 28 av 49 mandat i kommunfullmäktige. Partierna fortsatte styra även mandatperioden 2014–2018. Valet 2018 ledde till att ett blocköverskridande styre i form av Socialdemokraterna, Moderaterna, Vänsterpartiet och Liberalerna.
Mandatperioden 2022–2026 styrs kommunen av ännu en blocköverskridande koalition. Denna gång bestående av Socialdemokraterna, Centerpartiet, Kristdemokraterna och Vänsterpartiet.

### Kommunfullmäktige

#### Presidium
| Presidium 2022–2026    | Presidium 2022–2026 | Presidium 2022–2026 |
| ---------------------- | ------------------- | ------------------- |
| Ordförande             | S                   | Annika Duán         |
| Förste vice ordförande | S                   | Börje Eriksson      |
| Andre vice ordförande  | SD                  | Fredrik Andersson   |

#### Mandatfördelning 1970–2022
| 2 | 28 | 9 | 6 |  | 3 |

| 43 |

| 3 | 26 | 11 | 3 | 2 | 4 |

| 41 | 8 |

| 2 | 26 | 11 | 4 | 2 | 4 |

| 37 | 12 |

| 3 | 26 | 9 | 4 | 2 | 5 |

| 34 | 15 |

| 3 | 28 |  | 7 | 2 | 2 | 6 |

| 34 | 15 |

| 3 | 27 |  |  | 6 | 4 |  | 6 |

| 35 | 14 |

| 3 | 25 | 3 |  | 5 | 4 | 2 | 6 |

| 34 | 15 |

| 3 | 23 | 2 | 2 | 5 | 3 | 3 | 8 |

| 32 | 17 |

| 4 | 26 | 2 |  | 4 | 2 | 2 | 8 |

| 29 | 20 |

| 7 | 21 | 2 |  | 4 | 2 | 4 | 8 |

| 24 | 25 |

| 6 | 23 |  |  | 4 | 4 | 3 | 7 |

| 27 | 22 |

| 4 | 22 |  |  |  | 5 | 3 | 3 | 9 |

| 28 | 21 |

| 4 | 22 | 2 | 3 | 4 | 3 | 2 | 9 |

| 29 | 20 |

| 4 | 22 | 2 | 7 | 4 | 2 |  | 7 |

| 26 | 23 |

| 4 | 18 | 11 | 4 | 2 | 2 | 8 |

| 27 | 22 |

| 4 | 16 | 13 | 2 | 3 |  | 4 | 6 |

| 29 | 20 |

### Nämnder

#### Kommunstyrelse
| Presidium 2022–2026 | Presidium 2022–2026 | Presidium 2022–2026 |
| ------------------- | ------------------- | ------------------- |
| Ordförande          | S                   | Per Ågren           |
| Vice ordförande     | V                   | Andreas Trygg       |

#### Övriga nämnder
Avser mandatperioden 2022–2026.
| Nämnd                             | Ordförande | Ordförande       | Vice ordförande | Vice ordförande         |
| --------------------------------- | ---------- | ---------------- | --------------- | ----------------------- |
| Kultur- och fritidsnämnden        | S          | Antigone Pirraku | KD              | Kenth Lucas             |
| Samhällsbyggnadsnämnden           | KD         | Astrid Lamprecht | C               | Bernt Bergsten          |
| Social- och arbetsmarknadsnämnden | S          | Shpetim Pirraku  | KD              | Per Norin               |
| Utbildningsnämnden                | V          | Andreas Trygg    | S               | Emil Thunberg           |
| Vård- och omsorgsnämnden          | S          | Anna Eriksson    | V               | Yvonne Blücher Svensson |
| Valnämnden                        | S          | Lena Vilhelmsson | S               | Tom Wahlstedt           |

## Ekonomi och infrastruktur

### Näringsliv
Köping har företag som Volvo Powertrain AB, GKN-driveline, Yara AB, Tibnor, LEAX, Meag och Hästens. I kommunen finns också plastindustri, bryggeri, guldsmide, företag inom jord- och skogsbruk, trädgårdsnäring samt företag inom forskning och utveckling.

### Infrastruktur

#### Transporter
Kommunen genomkorsas av Europaväg 18, riksväg 56 samt av länsväg 250.

## Befolkning

### Befolkningsutveckling
Kommunen har 25 729 invånare (31 december 2024), vilket placerar den på 103:e plats avseende folkmängd bland Sveriges kommuner.
| Befolkningsutvecklingen i Köpings kommun 1970–2020 | Befolkningsutvecklingen i Köpings kommun 1970–2020 | Befolkningsutvecklingen i Köpings kommun 1970–2020 | Befolkningsutvecklingen i Köpings kommun 1970–2020 | Befolkningsutvecklingen i Köpings kommun 1970–2020 |
| -------------------------------------------------- | -------------------------------------------------- | -------------------------------------------------- | -------------------------------------------------- | -------------------------------------------------- |
|                                                    |                                                    |                                                    |                                                    |                                                    |
| År                                                 |                                                    |                                                    | Folkmängd                                          |                                                    |
| 1970                                               | 1970                                               |                                                    | 29 718                                             |                                                    |
| 1975                                               | 1975                                               |                                                    | 27 872                                             |                                                    |
| 1980                                               | 1980                                               |                                                    | 27 201                                             |                                                    |
| 1985                                               | 1985                                               |                                                    | 26 371                                             |                                                    |
| 1990                                               | 1990                                               |                                                    | 26 444                                             |                                                    |
| 1995                                               | 1995                                               |                                                    | 26 137                                             |                                                    |
| 2000                                               | 2000                                               |                                                    | 24 763                                             |                                                    |
| 2005                                               | 2005                                               |                                                    | 24 646                                             |                                                    |
| 2010                                               | 2010                                               |                                                    | 24 905                                             |                                                    |
| 2015                                               | 2015                                               |                                                    | 25 557                                             |                                                    |
| 2020                                               | 2020                                               |                                                    | 26 085                                             |                                                    |

## Kultur

### Kommunvapen
Blasonering: I fält av guld ett blått, latinskt kors med de tre övre armarma korsade.
Köpings kommunvapen går tillbaka på stadens sigill, känt från 1378. I sigillet fanns, förutom korset, även bokstaven "K". När vapnet fastställdes av Kungl Maj:t år 1940 avlägsnades bokstaven. 1971 övertogs vapnet oförändrat av Köpings kommun och registrerades för denna i PRV år 1974.